# 青岛北站
青岛北站位于中华人民共和国山东省青岛市李沧区振华路街道，是中国国家铁路和青岛地铁的一座铁路客运枢纽车站。车站目前有胶济线、胶济客专线、青荣城际线和青盐线经过。

## 历史
青岛北站及相关工程由山东省、原铁道部以《关于新建青岛北客站可行性研究报告的批复》《关于新建青岛北客站及相关工程初步设计的批复》《关于地铁一期工程（3号线）青岛北站（土建工程）初步设计的复函》批准建设，站址设在沧海路以南，太原路以北，原先为多年填海形成的垃圾填埋场，2009年开始平整场地。国铁部分项目业主和招标人为胶济铁路客运专线有限责任公司，由铁道部和青岛市共同筹资建设，项目资本金按35 %，其中铁道部出资51 %，青岛市出资49 %，其余资金利用银行贷款；工程于2010年3月17日奠基，工期44个月。
2013年12月19日晚，经过青岛北站的新建3.2公里应急线拨入胶济线，原沧口站同时封闭。青岛北站于2014年1月10日正式启用。2016年7月，由本站经城阳客专场至即墨站的胶济客运专线新建线路及本站经娄山站、城阳胶济场至即墨站的胶济货线新建线路先后拨接开通。
地铁3号线部分于2015年9月1日空载试运营，同年12月16日通车试运营，并于17日开始实行常态化运营，2016年全线开通。

## 车站结构
青岛北站国铁部分现为青岛铁路枢纽内最大的铁路客运站，预计2025年的旅客发送量为1 800万人次，开行客车对数为75对，最高聚集人数为10 000人。

### 站房
青岛北站站房由中铁二院、北京市建筑设计研究院和法国AREP设计公司共同设计，设计意象为海滨港口与展翅的海鸥。地面站房为跨线站房，建筑宽度147.10米，进深276米，总高45米，总建筑面积68828平方米（不含地下二、三层），其中客运建筑面积4.4万平方米。站台无柱雨棚覆盖面积72800平方米，结构体系主要由大型拱形空间钢结构站房和无柱站台雨棚组成。
站房为地上两层、地下三层，局部设置夹层：地上一层为国铁站台层，建筑面积12077平方米，设有18条线路14个站台；地上二层为高架国铁候车层，建筑面积31447平方米，可同时容纳1万人候车；地下一层为出站、综合换乘通道和地铁站厅层，地下二三层为地铁站台层。东西两侧各设广场一个。站房设计时，运用风洞模拟青岛气候条件，创造了自然通风体系，以达到候车大厅每年减少30%空调能耗的目的。
车站的售票系统以旅客自助式售票为主，分为东西两个售票厅：东售票厅设置8个人工售票窗口（其中无障碍窗口1个）、26台自动售取票机；西售票厅设置6个人工售票窗口（其中无障碍窗口1个）、18台自动售取票机。登车检票口设有自动检票系统。地面站台层东西两侧为进站广厅，各设置6台实名制查验仪和4台查危仪。

### 站场
青岛北站站场规模8台18线，为混合式布置，但车场自西向东可分为高速直通场、城际到发场和普速及货车到发场，各场在咽喉间通过道岔互相联通。车站北侧上行咽喉引入7线，自西向东分别为胶济客专正线2条、青荣城际铁路正线2条、青盐铁路正线2条和胶济货车线1条，邻站分别为城阳站胶济场、城阳站青荣场、红岛站和娄山站；车站南侧下行咽喉引入4线，分别为胶济客专和胶济三四线（既有货线及动车走行线），邻站分别为四方站和沙岭庄站（及动车所）。除胶济货车线本站至娄山区间采用CTCS-0行车以外，本站接入线路均采用CTCS-2。车站8座站台长550米，除最东侧基本站台宽18米外，其他站台宽度均为12米。

## 车站周边
青岛北站南濒李村河，西临胶州湾。根据规划，车站周边将建青岛交通商务区，总规划面积约1.9 km²，规划范围西起环湾路、东至四流中路，南起太原路、北至沧海路。围绕车站周边，有“三纵三横”的主要路网：“三纵”，环湾路、安顺路和四流路；“三横”，金水路、太原路和跨海大桥高架路。青岛北站两广场的出口与“三纵三横”相连，便于旅客的疏散：东广场与太原路、沧安路等相关道路连接；西广场与环湾路相通，通过环湾路立交桥与城市路网相连接。附近机构有青岛第22中学，振华路街道办，振华路派出所，青岛黄海橡胶集团医院，维客沧口店。

## 接驳交通
青岛北站汇集国铁、地铁、公交车、出租车、长途汽车于一体，是青岛市四大交通枢纽之一。
东广场地面，南部设置公交换乘站，占地约1.3万 m²，设置60个停车位，13个发车位；北部设置公路车站，占地约3.65 hm²，另预留用地1.80 hm²。社会车辆及出租车设置于东广场地下层，停车场主体建筑面积4.6万 m²，设220辆出租车停车位、860辆社会车停车位；地下停车场附属建筑面积4 500 m²。
西广场地面，南部设置社会车辆停车场，占地面积约1.9万 m²，设置约200个停车位，6个发车位；北部设置出租车停车场，占地面积约1 hm²。
可换乘公交23、24、27、35、112、118、207、325、387、419、603、624、636、648、764、773、935、947、4203路线以及开往近郊的定制公交。
- 青岛北站周边地區
- 青岛北站东广场公交站（铁路北站东广场）
- 西广场南侧的社会车辆停车场